# 火山栓

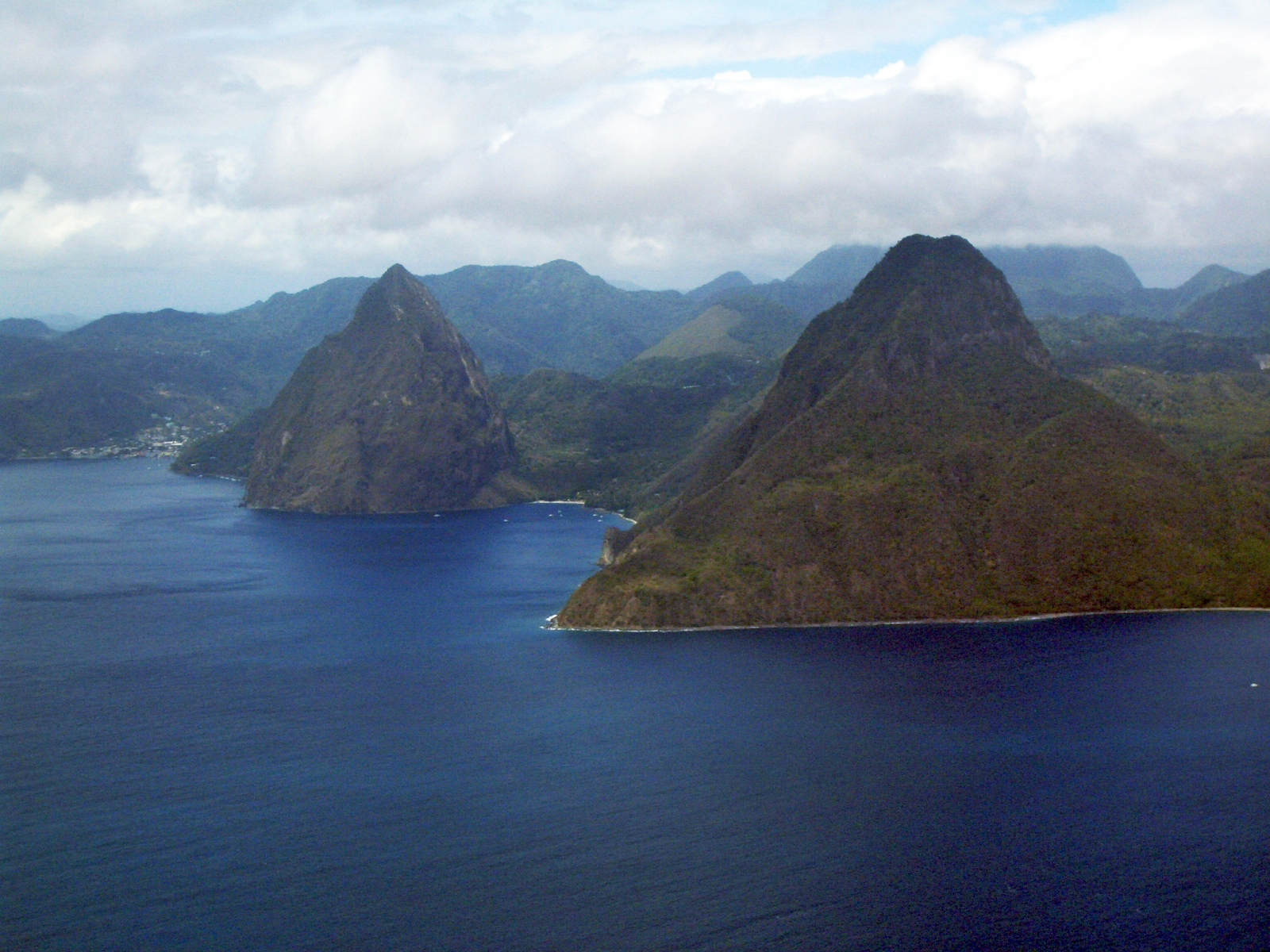
在圣卢西亚的Gros Piton和Petit Piton的鸟瞰图，2006年。

火山栓，海底火山爆发时，由于火山顶部是海水，喷涌而出的熔岩一旦接触到海水，便会凝固(此段基本概念與普通地質學不符，請標明來源），形成固体外壳，堵住火山口，然而有时并不能完全堵住，随着岩浆的不断溢出，常在火山口形成一个突起，而后海陆变迁，地面上的火山栓往往成为旅游圣地。著名的火山栓有加州莫洛岩石，斯里兰卡的锡吉里耶以及澳洲豪勋爵岛附近的金字塔山。    
在圣卢西亚的Pitons，可以发现两个火山栓的例子，因为它们突然从东加勒比海上升（此段英文翻譯有誤）。